# Mary Maurice
Mary Maurice (15 de noviembre de 1844 en Morristown, Ohio - 30 de abril de 1918 en Port Carbon, Pensilvania) fue una actriz estadounidense que apareció en 139 películas entre 1909 y 1918.
Durante su extensa carrera en el escenario, Maurice apareció en obras con destacados actores como Edwin Booth, Lawrence Barrett, Joseph Jefferson, Helena Modjeska y Robert B. Mantell. Cuando inició su carrera como actriz de cine contaba con una edad avanzada, por lo que generalmente interpretaba papeles de madres o abuelas. De su participación en el cine mudo destacan las películas The Goddess y The Battle Cry of Peace.
Maurice, Russell Bassett, Sarah Bernhardt, W. Chrystie Miller, Ruby Lafayette, Kate Meek, Matt B. Snyder y Anna Townsend fueron las ocho personas de mayor edad que trabajaron en el cine estadounidense durante la década de 1910.

## Filmografía seleccionada
- The Cross-Roads (1912)
- One Can't Always Tell (1913)
- The Battle Cry of Peace (1915)